# Janice Fiamengo
Janice Anne Fiamengo (Vancouver, 1964) is een Canadese emeritus-hoogleraar Engelse literatuur aan de Universiteit van Ottawa. Ze heeft in Canada, de Verenigde Staten en het Verenigd Koninkrijk bekendheid gekregen door haar ongenadige kritiek op het feminisme en zijn uitwassen.
Fiamengo was aanvankelijk feministisch ingesteld en haar wetenschappelijk werk (zoals 'The Woman's Page') verraadt haar grote belangstelling voor de rol van vrouwen in het publieke debat van hun tijd. Fiamengo keerde zich echter van het feminisme af naarmate dit in haar ogen ideologischer en onverdraagzamer werd en de academische vrijheid van meningsuiting begon te bedreigen. Zij zit in het bestuur van de 'Society for Academic Freedom and Scholarship'. Verschillende van haar discussies met studenten zijn op YouTube gepubliceerd, evenals een lange serie polemische videovoordrachten ('Fiamengo Files') van Studio Brulé (SB), waarin zij allerlei aspecten van het radicaal feminisme kritisch doorlicht. In een grensverleggende latere reeks ('Fiamengo Files 2.0') presenteert ze een ontluisterende geschiedenis van het 19e en vroeg 20e-eeuwse feminisme.
Fiamengo's kritiek op de mannenvijandigheid die zij binnen het academisch feminisme aantrof, heeft geleid tot haar engagement met de mannenrechtenbeweging. In haar boek 'Sons of Feminism' laat zij in 26 levensverhalen van mannen de keerzijde zien van het zogenaamde mannelijke 'privilege' en de veronderstelde vrouwelijke achterstelling. 

## Belangrijke schriftelijke publicaties
- Sons of Feminism: Men Have Their Say. Little Nightingale Press, Ottawa 2018
- Home Ground and Foreign Territory: Essays on Early Canadian Literature. University of Ottawa Press 2014
- The Woman's Page: Journalism and Rhetoric in Early Canada. University of Toronto Press 2008
- Other Selves: Animals in the Canadian Literary Imagination. University of Ottawa Press 2007

Met Gerald Lynch:
- Alice Munro's Miraculous Art: Critical Essays. University of Ottawa Press 2017

Met Seymour Mayne en Russell Thornton:
- Visible Living: Poems Selected and New By Marya Fiamengo. Ronsdale Press, Vancouver 2006